# Seznam romunskih slikarjev
Seznam romunskih slikarjev.

## A
- Theodor Aman
- Aurel Gheorghe Ardeleanu (1936-2021) (kipar)
- Io(a)n Andreescu
- Gheorghe Asachi

## B
- Corneliu Baba
- Sabin Bălaşa
- Dumitru Bâșcu
- Auguste Baillayre (fr.-gruz.-rus.-moldavsko-romun.)
- Ignat Bednarik
- Friedrich von Bömches
- (Constantin Brâncuși : kipar)
- Victor Brauner (kipar)

## C
- Irina Codreanu (Irène Codreano) - kiparka
- Cecilia Cuțescu-Storck

## D
- Nicolae Dărăscu
- Ștefan Dimitrescu

## G
- François Gall (romun.-franc.)
- Nicolae Grigorescu

## H
- Dora Hitz (1856-1924) (nem.-romun.-fr.)

## I
- Iosif Iser

## J
- Marcel Janco

## L
- Myra Landau
- Gheorghe Leonida (kipar)
- Ştefan Luchian

## M
- Eugen Mihăescu

## N
- Alexandra Nechita

## P
- Theodor Pallady
- Dan Perjovschi (1961) (risar...)
- Florica Prevenda

## R
- Camil Ressu

## S
- Dimitrie Serafim
- Jean Alexandru Steriadi
- Ipolit Strâmbu (1871-1934)

## T
- Gheorghe Tattarescu
- Nicolae Tonitza

## Z
- Rudolf Züllich (1813–1890), kipar